# زالزالک اروپایی
زالزالک اروپایی (نام علمی: Crataegus rhipidophylla) نام یک گونه از سرده زالزالک است.